# The Tipping Point (album Tears for Fears)
The Tipping Point è il settimo album in studio del gruppo musicale britannico Tears for Fears, pubblicato nel 2022.

## Tracce
1. No Small Thing – 4:42 (Orzabal, Smith)
2. The Tipping Point – 4:14 (Orzabal, Pettus)
3. Long, Long, Long Time – 4:32 (Smith, Orzabal, Pettus)
4. Break the Man – 3:56 (Smith, Pettus)
5. My Demons – 3:08 (Orzabal, Skarbek, Reutter)
6. Rivers of Mercy – 6:09 (Orzabal, Pettus, Petty)
7. Please Be Happy – 3:06 (Orzabal, Skarbek)
8. Master Plan – 4:37 (Orzabal)
9. End of Night – 3:24 (Orzabal)
10. Stay – 4:37 (Smith, Pettus)

Edizione Deluxe
1. Let It All Evolve (Japanese deluxe and US Target edition bonus track) – 4:25 (Smith, Orzabal, Pettus)
2. Secret Location (European deluxe and US Target edition bonus track) – 4:02 (Smith, Skarbek, Orzabal, Lee)
3. Shame (Cry Heaven) (Japanese deluxe edition bonus track) – 5:34 (Smith, Skarbek, Pettus, Reutter, Orzabal)

## Classifiche

### Classifiche settimanali
| Classifica (2022) | Posizione massima |
| ----------------- | ----------------- |
| Australia         | 7                 |
| Canada            | 20                |
| Grecia            | 43                |
| Irlanda           | 10                |
| Italia            | 14                |
| Paesi Bassi       | 5                 |
| Regno Unito       | 2                 |
| Stati Uniti       | 8                 |
| Svizzera          | 4                 |

### Classifiche di fine anno
| Classifica (2022) | Posizione |
| ----------------- | --------- |
| Belgio (Vallonia) | 195       |